# Amália Csillag
Amália Csillag, Spengler (Draž , 1864. – Budimpešta, 1. ožujka 1920.) bila je mađarska kazališna glumica.

## Životopis
Rođena je kao Amalia Spengler, kći Ferdinanda Spenglera, trgovca i Marije Jakobovics. Nakon školovanja u Subotici počinje glumiti u Budimpeštanskom kazalištu 1877. s redateljem Lajosom Sebőkom, a zatim od  1878. sa  Fábiánom Várnayem. 1. ožujka 1881. udala se u Miskolcu za glumca Károlya Hatvanija. Glumila je  na pozornicama Budimpešte, Cluja, Marosvásárhelya, Szegeda, Győra, Soprona, Temišvara, Bratislave, Miskolca i Subotice, a posebno je bila uspješna u narodnim dramama i operetama. Njen sin Károly Hatvani također je bio glumac.